# Eutanyacra abacula
Eutanyacra abacula är en stekelart som först beskrevs av Cresson 1874.  Eutanyacra abacula ingår i släktet Eutanyacra och familjen brokparasitsteklar. Inga underarter finns listade i Catalogue of Life.